# Piedra preta
Piedra preta (ou negra) é um tipo de micose superficial caracterizada por formações nodulares irregulares nos pelos do couro cabeludo, barba, bigode, pelos axilares e pelos pubianos. Os nódulos são duros, de cor castanha-escura, firmemente aderidos aos pêlos. É causada pelo fungo demácio ascomiceto Piedraia hortae. As estruturas que formam o nódulo são denominadas de ascocarpo e são feitas de diversas estruturas de reprodução sexuada.

## Isolamento, cultura e identificação
O isolamento é feito utilizando-se ágar Sabouraud com dextrose e cloranfenicol. Em 25 °C, a cultura apresenta crescimento lento, variando de dez a quinze dias. Além disso, é aderente ao meio de cultura, marrom-escuro a preto, com forma cônica. A região central da colônia é elevada e cerebriforme e as regiões distantes do centro são planas. Pigmentações ferrugem podem ser também observadas. Ao olhar ao microscópio, notam-se hifas septadas escuras, parede grossa, clamidoconídeos intercalares e células irregulares tumefeitas.